# Frieze (Magazin)
Frieze ist ein internationales Magazin für zeitgenössische Kunst.
Frieze wurde 1991 von Amanda Sharp und Matthew Slotover zusammen mit dem Künstler Tom Gidley gegründet. Die Kunstzeitschrift ist Teil des in London und New York ansässigen Medien- und Veranstaltungsunternehmens Frieze. Neben dem Magazin veranstaltet das Unternehmen auch internationale Kunstmessen in London (Frieze Art Fair), Los Angeles, New York und Seoul. Das Magazin ist eines der weltweit meistgelesenen Magazine für zeitgenössische Kunst. Es enthält Interviews von Künstlern, Kuratoren und kulturellen Persönlichkeiten, Essays und Rezensionen zu Ausstellungen und Artikel zur Bildenden Kunst, Literatur und Film sowie Kunstnachrichten und Buchrezensionen.
Zwischen 2011 und 2016 existierte unter dem Titel Frieze d/e : zeitgenössische Kunst und Kultur in Deutschland, Österreich und der Schweiz ein deutscher bilingualer Ableger der Zeitschrift.
Im Jahr 2016 erwarb die US-amerikanische Endeavor Group Holdings einen Mehrheitsanteil an der Messe und der Zeitschrift, bis 2023 auch die restlichen Anteile. Nachdem Endeavor im März 2025 von dem Kapitalinvestmentunternehmen Silver Lake gekauft worden war, übernahm Ari Emanuel, einst Mitgründer eines Endeavor-Vorläuferunternehmens und bis dahin CEO von Endeavor, über eine von ihm neugegründete Veranstaltungsgesellschaft sowohl das Messeunternehmen als auch die Kunstzeitschrift.